# Hogna travassosi
Hogna travassosi là một loài nhện trong họ Lycosidae.
Loài này thuộc chi Hogna. Hogna travassosi được Cândido Firmino de Mello-Leitão miêu tả năm 1939.